# Nancy Haigh
Nancy Haigh is een Amerikaans decorbouwer. Haigh werd achtmaal genomineerd voor een Oscar, en tweemaal ontving ze die ook: voor de films Bugsy (1991) en Once Upon a Time in Hollywood (2020).
Haigh studeerde in 1968 af aan de Massachusetts College of Art and Design. In 1983 was Rumble Fish de eerste film waar ze aan meewerkte.